# Kraljeva kobra
Kraljeva kobra (znanstveno ime Ophiophagus hannah) je najdaljša strupenjača na svetu, dolga od 3 do 5 metrov. Hrani se z drugimi kačami. Razmnožuje se jajcerodno, njen način življenja pa je talni.
Lahko je dolga tudi več kot 5 metrov, obvlada in ubije pa lahko tudi večje kače. Kadar je ogrožena, dvigne sprednjo tretjino telesa 1,5 m visoko, razširi vrat in napade, a redko ugrizne. Ta kača se izogiba človeka, ter živi daleč v gozdu. Je dobra plavalka, saj je vitka in ima gladke luske in se pogosto zadržuje ob vodi. Odrasle kače so rjave, mladiči pa so temnejši s svetlejšim cikcakastim vzorcem na hrbtu. V ujetništvu lahko živi več kot 20 let. Spolno zrele so pri 5-6 letih. Parjenje poteka v januarju, gnezdo si naredi v aprilu in marcu. Izleže 20 do 50 jajc.